# Димитрій (Грольос)
Дими́трій (грец. Μητροπολίτης Δημήτριος, в миру Михаї́л Гро́льос, грец. Μιχαήλ Γρόλλιος; нар.3 березня 1939 , Осса  — 22 жовтня 2023 , Салоніки ) — ієрарх Константинопольського патріархату, митрополит Метрійський і Афірський.

## Життєпис
Народився 3 березня 1939 року у селі Осса поблизу Салонік у Греції.
У 1965 році закінчив богословський факультет Університету Аристотеля в Салоніках.
16 липня 1970 був висвячений у сан пресвітера.
9 листопада 1980 хіротонізований у сан єпископа Фермського, вікарія Германської митрополії. Жив у Мюнхені.
У 2001 році вийшов на спокій, проживав у рідному селі.
26 липня 2019 долучився до першого співслужіння архієреїв Православних церков Еллади та України. Це була Божественна літургія у кафедральному соборі міста Лангадас, очолювана митрополитом Верійським, Науським і Камбанійським Церкви Еллади Пантелеймоном (Калпакідісом). Йому співслужили, окрім єпископа Димитрія, митрополит Лангадаський, Літійський та Рендінський Іоан (Тасьяс), митрополит Артський Калиник (Коробокіс), митрополит Триккійський і Стагонійський Хризостом (Насіс), а також архієрей ПЦУ, архієпископ Чернівецький і Хотинський Герман (Семанчук). Серед численних учасників Божественної літургії був присутній консул України в Салоніках Олександр Воронін, мер міста Лангадаса Харалампос Бабіс Айвазідіс, представники місцевих органів влади, командування місцевих Збройних сил Греції, місцеві громадські діячі..
12 вересня 2019 був присутнім на першому співслужінні архієреїв ПЦУ та Александрійського патріархату. На запрошення митрополита Іоана (Тасьяса), представники Православної Церкви України взяли участь в урочистому богослужінні з нагоди храмового свята у Оссі, рідному селі єпископа Димитрія. У храмі були відправлені Всенічне бдіння та Божественна літургія, у яких, взяли участь митрополит Триккійський і Стагонійський Церкви Еллади Хризостом (Насіс), єпископ Мозамбіцький Александрійського патріархату Хризостом (Карагуніс) та архієпископ Житомирський і Поліський Православної церкви України Володимир (Шлапак).
31 серпня 2020 був обраний митрополитом Метрійським і Афірським. У середині жовтня 2023 року був госпіталізований для операції в лікарню Салонік, де помер 22 жовтня. Відспівування покійного ієрарха відбулося 24 жовтня в храмі святого Димитрія в Салоніках.